# 矢口照夫
矢口 照夫（やぐち てるお、1935年（昭和10年）12月15日 - ）は、日本のフィールドホッケー選手。1960年ローマオリンピックで男子トーナメントに出場した。 